# إندايت
الإنديت هو معدن نادر للغاية من كبريتيدات الحديد والإنديوم، يوجد في سيبيريا. صيغته الكيميائية هي: FeIn2S4.
يستخدم كبديل لحجر القصدير في الرواسب الحرارية المائية. يرتبط مع دزاليندايت وحجر القصدير والكوارتز. وصف لأول مرة في عام 1963 لوجوده في رواسب القصدير في دزاليندا، سلسلة جبال مالي خينجان، خاباروفسك كراي، الشرق الأقصى، روسيا.